# John Dold
Pour les articles homonymes, voir Dold.
John William (Bill) Dold, né au Zimbabwe, est un mathématicien ayant travaillé dans le domaine de la combustion et de la mécanique des fluides.

## Biographie
Après des études secondaires à Bulawayo au Zimbabwe John Dold obtient un BSc à l'université du Zimbabwe en 1974, puis un master à l'université de Londres. Il soutient une thèse à l'université de Cranfield en 1979 sous la direction de John Frederick Clarke. 
Il entre au département de mathématiques de l'université de Bristol puis à celui de l'université de Manchester en 1995 où il devient émérite en 2011. Il est maître de conférences invité à l'université de Provence en 1988.
Il est le co-fondateur de la revue Combustion Theory and Modelling en 1997 et représentant du SIAM pour la Grande-Bretagne et la république d'Irlande de 1998 à 1999.
Il est connu pour ses travaux de physique mathématique en combustion avec le modèle de Zeldovich–Liñán-Dold et l'équation de Dold–Joulin et en mécanique des fluides avec le tourbillon de Kerr–Dold.
Ses travaux dans le domaine des feux l'amèneront à travailler au Greater Manchester Fire and Rescue Service de 2010 à 2013.

## Ouvrages
- David F. Griffiths, John W. Dold et David J. Silvester, Essential Partial Differential Equations: Analytical and Computational Aspects, Springer, 2015 (ISBN 978-3319225685)